# Узы
Узы — древнее тюркское племя. В XVII—XVIII веках жили в средних течениях Еттисув и Сырдарьи, были в составе Тюркского каганата и Карлукского государства. Узбекистанский историк Эрматов М. предполагал, что этноним узбек было производным от названия тюркского племени узов. Узбек - Уз - бек, уз беклари, князь из узов (племени узов), беки из узов. В основном применялись по отношению к правителям из племени Уз.